# Luis Risopatrón
Luis Risopatrón Sánchez (Valparaíso, Chile, 23 de agosto de 1869, Santiago de Chile, Chile, 28 de mayo de 1930) fue un ingeniero geógrafo e ingeniero civil hidráulico chileno.

## Biografía
Nació en el puerto de Valparaíso, el 23 de agosto de 1869. Hijo del científico naturalista Francisco Risopatrón. Realizó sus estudios superiores en la Universidad de Chile, donde recibe el título de Ingeniero-Geógrafo en 1889 y el de Ingeniero Civil Hidráulico, en 1893. Participó en la guerra civil de 1891 y fue herido en la batalla de Concón.
Ejerció numerosos puestos administrativos y técnicos, y tuvo una destacada participación como ayudante de la Comisión Internacional de Límites, bajo las órdenes del perito Diego Barros Arana. Participó intensamente en la determinación de los límites definitivos de Chile con Argentina, Bolivia y Perú, así como en la exploración del lago San Martín. Posteriormente, y hasta mediados de la década de 1910, se desempeñó como Director de la Oficina de Límites, pasando luego a ocupar igual cargo en la nueva Oficina de Mensura de Tierras, que él mismo ayudó a crear. Bajo su dirección, dicha Oficina llevó a cabo dos triangulaciones geodésicas, las cuales fueron consideradas, en esa época, las más exactas de Sudamérica.
Después de que la Oficina de Mensura de Tierras fuera suspendida, y ya alejado de la función pública, nunca dejó la labor geográfica. Fue socio fundador de la Sociedad Chilena de Historia y Geografía, siendo elegido Presidente de la Sección de Geografía. En 1918, dicha Sociedad le confiere su más alta distinción, la medalla de oro, por sus múltiples trabajos realizados en la cartografía y la geografía de Chile.
Su último trabajo público lo desempeñó como miembro Representante de Chile en la Comisión Especial de Límites, la cual trataba los problemas limítrofes entre Chile y Perú, para lo cual tuvo que residir en Tacna y posteriormente en Nueva York, por más de dos años. Una vez que se firma el Tratado de Lima, la comisión se disuelve y Risopatrón vuelve a Chile, pero muy enfermo, falleciendo el 28 de mayo de 1930.

### Diccionario Jeográfico de Chile
Tras su retiro se dedicó, durante diez años, a la investigación y edición de la que sería su obra cumbre, el Diccionario Jeográfico de Chile, publicado en 1924, aprovechando las observaciones y apuntes intensamente reunidos en tres decenios de carrera geográfica. Dicha obra, de alguna manera, reemplazó al Diccionario geográfico de la República de Chile (1867), de Francisco Solano Astaburuaga, en tanto que superó a la anterior en la cantidad de información sobre lugares de Chile e incorporó los nuevos territorios de las provincias de Antofagasta y Tarapacá, constituyéndose en una obra clásica de la geografía chilena hasta la actualidad. Está formado por la descripción de 28.215 nombres geográficos chilenos.
Ordenados alfabéticamente, cada lugar geográfico contiene información sobre el significado de su nombre, su latitud y longitud, y sus las características geográficas. La descripción de cada lugar está acompañada de una referencia a las fuentes consultadas, las que son presentadas en la introducción del libro y alcanzan a 168 obras. De esta forma, resulta fácil reconocer los distintos orígenes de la información y la obra en su conjunto constituye un documento notable para la investigación sobre los más diversos lugares del territorio nacional.
Esta obra fue reconocida incluso en el extranjero, obteniendo elogios y críticas favorables desde la American Geographical Society.

### Mapas Provinciales Atlas Centenario
Risopatrón, a la sazón director de la Oficina de Mensura de Tierras, fue encargado por el presidente de Chile Pedro Montt de la confección de los mapas provinciales del "Atlas Centenario", con ocasión del Centenario de Chile. Risopatrón contó con la colaboración de los cartógrafos Nicanor Boloña y Dañino y Luis Ossandón y Cressy, quienes compilaron todos aquellos trabajos cartográficos disponibles a la fecha. Se tratan de 22 hojas que fueron editadas entre 1908 y 1911, abarcando desde los 17° a los 57° grados de latitud sur. Su título oficial es: "Mapa de Chile. Ejecutado por orden de S.E. el Presidente de la República Excmo. Señor don Pedro Montt. Oficina de Mensura de Tierras. Edición Centenaria 1910." 

## Homenajes
En 1991 se promulgó una ley que nombra a un grupo de instalaciones del Instituto Antártico Chileno en las Islas Shetland del Sur como "Refugio Luis Risopatrón", en su honor.